# Aleuroplatus acaciae
Aleuroplatus acaciae is een halfvleugelig insect uit de familie witte vliegen (Aleyrodidae), onderfamilie Aleyrodinae.
De wetenschappelijke naam van deze soort is voor het eerst geldig gepubliceerd door Bink-Moenen in 1983.